# Словенія на Дитячому пісенному конкурсі Євробачення
Словенія на Дитячому пісенному конкурсі Євробачення брала участь у 2014 та 2015 роках. Першою представницею країни на конкурсі стала Ула Ложар з піснею «Nisi sam / Your Light», що посіла 12 місце з 29 балами. Найкращий результат Словенії на Дитячому Євробаченні принесла друга представниця ― Ліна Кудузович, яка досягла 3 місця з 112 балами. З 2015 року країна не поверталася до участі в конкурсі.

## Учасники
Умовні позначення
     Переможець
     Друге місце
     Третє місце
     Четверте місце
     П'яте місце
     Останнє місце
| Рік  | Місце проведення | Учасник        | Пісня                                                  | Місце | Бали |
| ---- | ---------------- | -------------- | ------------------------------------------------------ | ----- | ---- |
| 2014 | Марса            | Ула Ложар      | «Nisi sam / Your Light» (Ти не самотній / Твоє світло) | 12    | 29   |
| 2015 | Софія            | Ліна Кудузович | «Prva ljubezen» (Перше кохання)                        | 3     | 112  |

## Історія голосування (2014-2015)
| Отримано           | Отримано | Дано               | Дано |
| Країна             | Очок     | Країна             | Очок |
| ------------------ | -------- | ------------------ | ---- |
| Вірменія           | 12       | Вірменія           | 18   |
| Нідерланди         | 12       | Мальта             | 18   |
| Україна            | 10       | Росія              | 13   |
| Білорусь           | 9        | Італія             | 12   |
| Росія              | 8        | Сербія             | 12   |
| Болгарія           | 8        | Болгарія           | 11   |
| Сербія             | 8        | Албанія            | 8    |
| Італія             | 7        | Білорусь           | 5    |
| Австралія          | 6        | Чорногорія         | 5    |
| Ірландія           | 6        | Нідерланди         | 5    |
| Сан-Марино         | 6        | Ірландія           | 4    |
| Грузія             | 5        | Кіпр               | 4    |
| Чорногорія         | 5        | Україна            | 1    |
| Мальта             | 3        | Грузія             | ―    |
| Хорватія           | 3        | Хорватія           | ―    |
| Швеція             | 2        | Північна Македонія | ―    |
| Північна Македонія | 1        | Сан-Марино         | ―    |
| Албанія            | ―        | Австралія          | ―    |
| Кіпр               | ―        | Швеція             | ―    |